# Ilduino di Saint-Denis
Ilduino (Francia, 775 circa – Parigi, 22 novembre 840) fu abate dell'abbazia di Saint-Denis, oltre che di altre abbazie, ed arcicappellano di Ludovico il Pio.

## Biografia
Nato da un'importante famiglia franca, fu educato alla scuola di Alcuino di York. Nell'815 divenne abate di Saint-Dénis a Parigi, a cui furono poi aggiunte le abbazie di Saint-Germain des Prés, di San Medardo a Soissons e di Saint-Ouen. L'imperatore Ludovico il Pio lo nominò, intorno all'819, suo arcicappellano.
Nell'824 accompagnò il figlio di Ludovico, Lotario, a Roma, dove questi si oppose all'elezione di papa Eugenio II. Da Roma riportò alcune reliquie di san Sebastiano che fece custodire nell'abbazia di San Medardo. Nella guerra che nell'830 oppose Ludovico ai figli, Ilduino appoggiò questi ultimi, venendo esiliato prima a Paderborn e poi nell'abbazia di Corvey, in Sassonia; riottenuto il favore dell'imperatore nell'831, poté fare ritorno nell'abbazia di Saint-Denis.

## Opere
Nel settembre 827 gli ambasciatori dell'imperatore bizantino Michele II furono accolti a Compiègne dall'imperatore Ludovico il Pio e gli offrirono una copia manoscritta dei trattati dello Pseudo-Dionigi Areopagita (l'attuale Paris. gr. 437). L'imperatore affidò a Ilduino il compito di redigere una traduzione latina del testo. La traduzione, eseguita da un gruppo di studiosi sotto la direzione di Ilduino e del suo allievo Incmaro di Reims, fu molto influente nel Medioevo, sebbene di qualità inferiore rispetto a quella successiva del monaco irlandese Giovanni Scoto Eriugena.
Pochi anni dopo (835), l'imperatore Luigi gli commissionò una biografia di San Dionigi di Parigi, molto venerato nel Regno dei Franchi.
Nella sua Vita, Ilduino identifica Dionigi di Parigi, santo a cui era dedicata la sua abbazia, con Dionigi l'Areopagita, un'opinione che già allora suscitò molte controversie, ma che grazie all'agiografia di Ilduino si diffuse per secoli, fino a quando nel XVII secolo Jacques Sirmond e Jean de Launoy ne dimostrarono la fallacia.
Ilduino collaborò anche alla stesura degli annali ufficiali imperiali (gli Annales Regni Francorum): la sezione dall'820 al 829 sembra essere opera di Ilduino, che l'avrebbe redatta in qualità di arcicappellano dell'imperatore Ludovico. La sua collaborazione agli Annali sarebbe stata interrotta dalla guerra dinastica dell'830, che gli fece perdere la posizione.
È ritenuto uno dei possibili autori della Vita Hludowici Imperatoris.